# Tegernheim
Tegernheim es un municipio situado en el distrito de Ratisbona, en el estado federado de Baviera (Alemania). Tiene una población estimada, a mediados de 2024, de 5837 habitantes.
Está ubicado en la región de Alto Palatinado, cerca de la orilla del río Danubio y de la ciudad de Ratisbona.